# ستيفان فاتيارو
ستيفان فاتيارو (بالفرنسية: Stéphane Faatiarau)‏ (13 مارس 1990 في فرنسا - ) هو لاعب كرة قدم فرنسي في مركز الدفاع. شارك مع منتخب تاهيتي لكرة القدم. أما مع النوادي، فقد لعب مع نادي تيفانا ‏.

## وصلات خارجية
- ستيفان فاتيارو على موقع الاتحاد الدولي (مؤرشف)  (الإنجليزية)
- ستيفان فاتيارو على موقع قاعدة بيانات كرة القدم.إي يو (الإنجليزية)
- ستيفان فاتيارو على موقع ناشيونال فوتبول تيمز (الإنجليزية)